# Simrishamn (comune)
Simrishamn è un comune svedese di 19 353 abitanti, situato nella contea di Scania. Il suo capoluogo è la cittadina omonima.
L'istituzione dell'attuale municipalità risale all'ultima delle due riforme municipali su scala nazionale avvenute in Svezia nella seconda metà del XX secolo. Nel 1969 la città di Simrishamn venne unita ad un certo numero di municipalità rurali limitrofe. La città allargata divenne una municipalità di tipo unitario nel 1971, e nel 1974 fu estesa a comprendere altri territori.

## Geografia fisica
Simrishamn è situato nell'area di Österlen della contea di Scania. Il paesaggio sud occidentale di Simrishamn si presenta principalmente come una distesa molto ampia di coltivazioni, in diverse zone visibili per molti chilometri in tutte le direzioni. Al nord di Simrishamn il paesaggio è interrotto dai boschi e dalle colline. Le coste da sud e a nord di Simrishamn sono prevalentemente rocciose, ma a poca distanza si trasformano in ampie spiagge di sabbia bianca.
Il Parco Nazionale di Stenshuvud è situato sulla costa, all'interno del confine municipale, e costituisce uno dei posti geograficamente più interessanti della Scania.

## Località
Nella Municipalità di Simrishamn sono presenti 13 aree urbane, dette anche località o Tätort. Nella tabella seguente queste vengono riportate sulla base della popolazione presente al 31 dicembre 2005. Il capoluogo municipale è riportato in grassetto.
| #  | Località      | Popolazione |
| -- | ------------- | ----------- |
| 1  | Simrishamn    | 6.546       |
| 2  | Kivik         | 1,013       |
| 3  | Gärsnäs       | 955         |
| 4  | Borrby        | 947         |
| 5  | Hammenhög     | 908         |
| 6  | Skillinge     | 841         |
| 7  | Sankt Olof    | 640         |
| 8  | Brantevik     | 451         |
| 9  | Östra Tommarp | 279         |
| 10 | Vik           | 264         |
| 11 | Vitaby        | 255         |
| 12 | Baskemölla    | 238         |
| 13 | Simris        | 235         |

## Amministrazione

### Gemellaggi
- Barth
- Kołobrzeg
- Palanga
- Bornholm